# Dysmachus dasyproctus
Dysmachus dasyproctus là một loài ruồi trong họ Asilidae. Dysmachus dasyproctus được Loew miêu tả năm 1871. Loài này phân bố ở vùng Cổ Bắc giới.